# Ред Лејк Фолс (Минесота)
Ред Лејк Фолс (енгл. Red Lake Falls) град је у америчкој савезној држави Минесота.

## Демографија
По попису из 2010. године број становника је 1.427, што је 163 (-10,3%) становника мање него 2000. године.
| Група             | 2000.         | 2010.         |
| Белци             | 1.501 (94,4%) | 1.336 (93,6%) |
| Афроамериканци    | 0 (0,0%)      | 6 (0,4%)      |
| Азијати           | 2 (0,1%)      | 0 (0,0%)      |
| Хиспаноамериканци | 7 (0,4%)      | 58 (4,1%)     |
| Укупно            | 1.590         | 1.427         |